# Active 24
Active 24 je celoevropský poskytovatel internetového hostingu. Zaměřuje se na poskytování služeb malým a středním podnikům i soukromníkům. Nabízí nejen standardizovaná, ale i individuální řešení.
Společnost byla založena v roce 1998 v norském Oslu jako ACTIVE ISP. Od té doby převzala firmy ve Švédsku, Nizozemsku, v Británii a Polsku, a tím si upevnila svoji pozici na trhu. Virtuálně je přítomna také v Dánsku, Finsku, Švýcarsku, Francii, Německu, Belgii, Španělsku a v Rakousku.
Od roku 2006 je stoprocentním vlastníkem skupiny Active 24 norská společnost Mamut ASA, kterou v roce 2011 koupila norská softwarová firma Visma.

## Active 24 v České republice
ACTIVE 24, s. r. o., je česká firma poskytující webhosting a serverová řešení. V České republice a na Slovensku má více než 70 000 uživatelů. Mezi zákazníky patří firmy, fyzické osoby, živnostníci nebo státní či neziskové organizace.

### Historie
Společnost byla založena v roce 1997 jako Globe Internet, s. r. o. se specializací na poskytování kompletního servisu na internetu. Globe byl největším poskytovatelem webhostingu a doménových registrací v ČR. Pod jeho působnost spadly největší tuzemské společnosti jako například T-Mobile nebo KFC.
V roce 2004 vložila do Globe Internet svůj kapitál norská firma Active 24 a došlo k přejmenování Globe Internet na ACTIVE 24. Od roku 2018 patřila firma Active 24 pod švédskou skupinu Loopia vlastněnou investiční skupinou Axcel. V roce 2024 Loopia Group převzala belgická firma team.blue.

### Služby
ACTIVE 24 nabízí v České republice a na Slovensku řešení pro prezentaci na internetu. Nabízí 53 různých doménových koncovek, webhostingové balíčky, e-mailové služby, řešení pro provoz internetových obchodů a serverová řešení.

### Charitativní projekty
ACTIVE 24 je činná i v neziskovém sektoru a aktivně se podílí na rozličných charitativních projektech. Spolupracuje například s občanským sdružením Wikimedia Česká republika, poskytuje bezplatný hosting neziskovým organizacím jako Akce Cihla nebo serveru autismus.cz. Z každé domény zaregistrované u ACTIVE 24 jde také 1 Kč na konto Centra Paraple.